# Hong Jong-čo
Hong Jong-čo (korejsky: 홍영조; hanča: 洪映早; * 22. května 1982) je severokorejský fotbalový útočník, který hraje za klub April 25 SC v severokorejské fotbalové lize. Předtím hrál za FK Rostov v Rusku a FK Bežanija v srbské SuperLize.
Byl kapitánem severokorejského týmu, který se kvalifikoval na Mistrovství světa ve fotbale 2010 v Jižní Africe.

## Klubová kariéra
Po mnoha letech hraní v klubu April 25 SC se na začátku roku 2008 přestěhoval do Srbska, kde hrál za FK Bežanija v srbské SuperLize. Na konci roku 2008 podepsal smlouvu s ruským FK Rostov, kde odehrál tři sezóny, z toho dvě poslední v ruské Premier Lize.

### Klubové statistiky
| Sezóna  | Tým         | Země   | Divize | Zápasy | Góly |
| ------- | ----------- | ------ | ------ | ------ | ---- |
| 2004    | April 25 SC | KLDR   | 1      |        |      |
| 2005    | April 25 SC | KLDR   | 1      |        |      |
| 2006    | April 25 SC | KLDR   | 1      |        |      |
| 2007    | April 25 SC | KLDR   | 1      |        |      |
| 2007/08 | FK Bežanija | Srbsko | 1      | 7      | 1    |
| 2008    | FK Rostov   | Rusko  | 2      | 16     | 2    |
| 2009    | FK Rostov   | Rusko  | 1      | 14     | 1    |
| 2010    | FK Rostov   | Rusko  | 1      | 1      | 0    |

## Reprezentační kariéra
Hong Jong-čo hrál za severokorejský národní tým od roku 2002 do roku 2011. Stal se jedním z nejdůležitějších hráčů a byl kapitánem týmu na Mistrovství světa ve fotbale 2010.

### Reprezentační góly
| #  | Datum             | Místo                | Soupeř      | Skóre | Výsledek | Soutěž                                           |
| -- | ----------------- | -------------------- | ----------- | ----- | -------- | ------------------------------------------------ |
| 1  | 18. února 2004    | Saná, Jemen          | Jemen       | 1–1   | Remíza   | Kvalifikace na Mistrovství světa ve fotbale 2006 |
| 2  | 9. června 2004    | Bangkok, Thajsko     | Thajsko     | 4–1   | Výhra    | Kvalifikace na Mistrovství světa ve fotbale 2006 |
| 3  | 8. září 2004      | Pchjongjang, KLDR    | Thajsko     | 4–1   | Výhra    | Kvalifikace na Mistrovství světa ve fotbale 2006 |
| 4  | 13. října 2004    | Pchjongjang, KLDR    | Jemen       | 2–1   | Výhra    | Kvalifikace na Mistrovství světa ve fotbale 2006 |
| 5  | 7. března 2005    | Tchaj-pej, Tchaj-wan | Mongolsko   | 6–0   | Výhra    | Mistrovství východní Asie ve fotbale 2005        |
| 6  | 11. března 2005   | Tchaj-pej, Tchaj-wan | Guam        | 21–0  | Výhra    | Mistrovství východní Asie ve fotbale 2005        |
| 7  | 11. března 2005   | Tchaj-pej, Tchaj-wan | Guam        | 21–0  | Výhra    | Mistrovství východní Asie ve fotbale 2005        |
| 8  | 28. prosince 2005 | Phuket, Thajsko      | Thajsko     | 2–0   | Výhra    | Přátelský zápas                                  |
| 9  | 30. prosince 2005 | Phuket, Thajsko      | Lotyšsko    | 1–2   | Prohra   | Přátelský zápas                                  |
| 10 | 6. února 2008     | Ammán, Jordánsko     | Jordánsko   | 1–0   | Výhra    | Kvalifikace na Mistrovství světa ve fotbale 2010 |
| 11 | 14. června 2008   | Pchjongjang, KLDR    | Jordánsko   | 2–0   | Výhra    | Kvalifikace na Mistrovství světa ve fotbale 2010 |
| 12 | 14. června 2008   | Pchjongjang, KLDR    | Jordánsko   | 2–0   | Výhra    | Kvalifikace na Mistrovství světa ve fotbale 2010 |
| 13 | 10. září 2008     | Šanghaj, Čína        | Jižní Korea | 1–1   | Remíza   | Kvalifikace na Mistrovství světa ve fotbale 2010 |